# Article 11 de la Constitution de la Cinquième République française
Article 10 Article 12
L'article 11 de la Constitution de la Cinquième République française fait partie du titre II, qui concerne le président de la République française. Il définit la procédure de référendum législatif depuis le passage à la Cinquième République le 5 octobre 1958.

## Texte

### Version actuelle (depuis 2008)
Le texte suivant résulte de la  loi constitutionnelle du 23 juillet 2008 ; la partie sur le référendum d'initiative partagée est applicable depuis que la loi organique citée est en vigueur, soit  depuis janvier 2015,. 
« Le Président de la République, sur proposition du Gouvernement pendant la durée des sessions ou sur proposition conjointe des deux assemblées, publiées au Journal officiel, peut soumettre au référendum tout projet de loi portant sur l'organisation des pouvoirs publics, sur des réformes relatives à la politique économique, sociale ou environnementale de la nation et aux services publics qui y concourent, ou tendant à autoriser la ratification d'un traité qui, sans être contraire à la Constitution, aurait des incidences sur le fonctionnement des institutions.

Lorsque le référendum est organisé sur proposition du Gouvernement, celui-ci fait, devant chaque assemblée, une déclaration qui est suivie d'un débat.
Un référendum portant sur un objet mentionné au premier alinéa peut être organisé à l’initiative d’un cinquième des membres du Parlement, soutenue par un dixième des électeurs inscrits sur les listes électorales. Cette initiative prend la forme d’une proposition de loi et ne peut avoir pour objet l’abrogation d’une disposition législative promulguée depuis moins d’un an.
Les conditions de sa présentation et celles dans lesquelles le Conseil constitutionnel contrôle le respect des dispositions de l’alinéa précédent sont déterminées par une loi organique.
Si la proposition de loi n’a pas été examinée par les deux assemblées dans un délai fixé par la loi organique, le Président de la République la soumet au référendum.
Lorsque la proposition de loi n’est pas adoptée par le peuple français, aucune nouvelle proposition de référendum portant sur le même sujet ne peut être présentée avant l’expiration d’un délai de deux ans suivant la date du scrutin.

Lorsque le référendum a conclu à l'adoption du projet ou de la proposition de loi, le Président de la République promulgue la loi dans les quinze jours qui suivent la proclamation des résultats de la consultation. »
— Article 11 de la Constitution (version en vigueur)

### Version d'origine (1958)
« Le Président de la République, sur proposition du Gouvernement pendant la durée des sessions ou sur proposition conjointe des deux assemblées, publiées au Journal officiel, peut soumettre au référendum tout projet de loi portant sur l'organisation des pouvoirs publics, comportant approbation d'un accord de la Communauté ou tendant à autoriser la ratification d'un traité qui, sans être contraire à la Constitution, aurait des incidences sur le fonctionnement des institutions.

Lorsque le référendum a conclu à l'adoption du projet de loi, le Président de la République le promulgue dans le délai prévu à l'article précédent. »
— Article 11 de la Constitution (version d'origine)

### Version modifiée par la loi constitutionnelle du 4 août 1995
« Le Président de la République, sur proposition du Gouvernement pendant la durée des sessions ou sur proposition conjointe des deux assemblées, publiées au Journal officiel, peut soumettre au référendum tout projet de loi portant sur l'organisation des pouvoirs publics, sur des réformes relatives à la politique économique ou sociale de la Nation et aux services publics qui y concourent, ou tendant à autoriser la ratification d'un traité qui, sans être contraire à la Constitution, aurait des incidences sur le fonctionnement des institutions.

Lorsque le référendum est organisé sur proposition du Gouvernement, celui-ci fait, devant chaque assemblée, une déclaration qui est suivie d'un débat.

Lorsque le référendum a conclu à l'adoption du projet de loi, le Président de la République promulgue la loi dans les quinze jours qui suivent la proclamation des résultats de la consultation. »
— Article 11 de la Constitution (version modifiée par la loi constitutionnelle du 4 août 1995)

## Référendum

### Domaine du référendum législatif
Le référendum législatif pouvait porter à l'origine sur des questions relatives à l'organisation des pouvoirs publics ou à la ratification de traités importants.
La loi constitutionnelle du 4 août 1995 a ajouté la possibilité de faire appel au référendum pour des réformes relatives « à la politique économique ou sociale de la Nation et aux services publics qui y concourent », ainsi que l'obligation, lorsque le référendum est organisé sur proposition du Gouvernement, de faire une déclaration suivie d'un débat devant chaque assemblée.
La modification constitutionnelle de 2008 a étendu le domaine du référendum aux questions d'ordre environnemental.

### Initiative du référendum législatif
Deux procédures permettent de mener à un référendum législatif :
- le président de la République, sur proposition du gouvernement ou du Parlement, peut décider de la tenue d'un référendum (procédure présente dès l'origine de la Constitution de 1958) ;
- un cinquième des membres du Parlement (soit au moins 185 députés ou sénateurs sur un total de 925), soutenus par un dixième des électeurs (soit environ 4,6 millions de Français), peuvent demander la tenue d'un référendum (procédure créée par la modification constitutionnelle de 2008). Cette nouvelle procédure est souvent nommée référendum d'initiative partagée bien que, en fait, l’initiative appartienne exclusivement aux parlementaires, le soutien de simples électeurs n’étant qu’une condition supplémentaire à cette initiative. Cette dénomination, tout comme celle un moment employée de référendum d'initiative populaire, a fait l’objet de critiques[6] et de propositions alternatives[7].

## Pratique

### Contrôle de constitutionnalité des actes pris en vertu de l'article 11
Depuis sa décision no 62-20 DC du 6 novembre 1962, le Conseil constitutionnel, se fondant sur l'article 61 de la Constitution de la Cinquième République française,  se déclare incompétent pour se prononcer sur la constitutionnalité d'un référendum, puisqu'il s'agit de « l'expression directe de la souveraineté nationale ».
En revanche, non seulement il est compétent pour les propositions de lois « parlementaro-populaires » (un cinquième des membres du parlement soutenus par un dixième des électeurs, avant recueil du soutien desdits électeurs), mais sa saisine est même obligatoire, au même titre que pour les lois organiques ou les règlements des assemblées, sur le fondement de l'article 61 de la Constitution. Cependant, si le contrôle est obligatoire, il n'est jamais automatique, puisqu'il faut une saisine ; le Conseil constitutionnel ne peut s'auto-saisir que dans l'hypothèse où l'utilisation de l'article 16 de la Constitution durerait plus de soixante jours. 
En procédant à ce contrôle, le Conseil a eu l'occasion de préciser les contours du domaine du référendum législatif. Entre autres, il a affirmé qu'une disposition ne saurait être une réforme que si elle apporte des changements substantiels à l'état du droit. 

### Polémique autour de l'utilisation de l'article 11 en vue d'opérer une révision constitutionnelle
L'emploi par le général de Gaulle de la procédure de l'article 11 pour opérer une révision de la Constitution, par voie référendaire, en 1962, a lancé un vif débat sur la constitutionnalité de ce choix. En effet, l'unique article prévoyant explicitement la révision de la Constitution était l'article 89. Afin de justifier l'utilisation de l'article 11, plusieurs arguments ont été avancés. 
- Le général de Gaulle s'est penché sur le domaine d'application de l'article 11, à savoir l'organisation des pouvoirs publics. En effet, l'article 11 dispose que le Président de la République peut proposer au pays, par voie de référendum, « tout projet de loi » concernant ce point. Considérant que la Constitution elle-même entrait dans ce domaine, il a décidé de proposer la révision de la Constitution sur le fondement de cet article.
- L'article 3 de la Constitution, qui dispose que « La souveraineté nationale appartient au peuple qui l'exerce par ses représentants et par la voie du référendum » autoriserait également le recours à l'article 11 pour une révision de la Constitution.
- François Mitterrand, farouche opposant à cette pratique en 1962 et 1969, a fini par l'approuver après avoir lui-même accédé à la présidence de la République, en déclarant que « l'usage de l'article 11 établi et approuvé par le peuple peut désormais être considéré comme l'une des voies de la révision concurremment avec l'article 89 »[10]. Il défend également cette position en privé lorsqu'il est questionné sur ce sujet par Édouard Balladur, en évoquant une « modification coutumière » de la Constitution[11].

Les opposants à cette utilisation ont fait valoir, eux aussi, plusieurs arguments.
- L'un des principaux consiste à souligner que le titre XIV de la Constitution, intitulé « De la révision », ne contenait que l'unique article 89, et que l'article 85 (aujourd'hui abrogé), prévoyant une procédure de révision constitutionnelle, mentionnait expressément que cette procédure était dérogatoire à celle de l'article 89, ce que l'article 11 ne précise aucunement.
- Un second consiste à constater qu'admettre le recours à l'article 11 vide d'objet l'article 89 : les deux articles auraient la même finalité, mais l'un des deux prévoyant une procédure plus exigeante que l'autre, il n'y aurait pas de raison d'y avoir recours.
- Sur le deuxième argument, on a objecté que « l'article 3 se borne à poser un principe général dont les modalités d'application sont fixées par d'autres articles de la Constitution : son interprétation suppose donc qu'il soit combiné avec ces autres articles, et non pas compris isolément »[12].
- Valéry Giscard d'Estaing a, lui, semblé exclure un recours à l'article 11 lors d'une allocution devant de Conseil Constitutionnel, le 8 novembre 1977. Il considérait alors que seule la procédure de l'article 89 était valable pour une révision constitutionnelle[13].

Le débat sur la possibilité d'utiliser l'article 11 pour réviser la Constitution n'est, aujourd'hui encore, pas clos chez les juristes. 
L'utilisation de l'article 11 avait pour but de contourner le Parlement dans la procédure, celui-ci ne trouvant son intérêt dans aucune des deux révisions, au-delà des clivages politiques : la révision de 1962 faisait élire le président de la République au suffrage direct, ce qui lui donnait une légitimité considérable face au Parlement, et celle de 1969 aurait dû réduire considérablement les pouvoirs du Sénat.

## Sources
- Louis Favoreu, Patrick Gaia, Richard Ghevontian, Ferdinand Mélin-Soucramanien, André Roux, Eric Oliva, Loïc Philip, « 6 novembre 1962 - Loi référendaire », dans Les grandes décisions du Conseil constitutionnel, Dalloz, coll. « Les Grands arrêts », 2013